# 五大堡乡
五大堡乡，是中华人民共和国浙江省丽水市庆元县下辖的一个乡镇级行政单位。

## 行政区划
五大堡乡下辖以下地区：
五大堡村、蒙淤村、西川村、岩下村、坛弄村、北坑村、樟下村、高大村、大洪村、黄石村、后广村、东坑村、东岱村、西洋村、下段村、竹山村、八洋村、天平马村、梧桐洋村、南坑村、北择村、甘竹山村、杨楼村、阴头村、东山后村、半溪村、西坑村和后奔村。